# رایدو
رایدو (به آلمانی: Riedau) یک منطقهٔ مسکونی در اتریش است که در ناحیه شاردینگ واقع شده‌است. رایدو ۸ کیلومتر مربع مساحت دارد ۳۷۶ متر بالاتر از سطح دریا واقع شده‌است.